# Stenops zairensis
Stenops zairensis là một loài thực vật có hoa trong họ Cúc. Loài này được (Lisowski) B.Nord. miêu tả khoa học đầu tiên năm 1993.